# 約瑟芬·萊特·查普曼
約瑟芬·萊特·查普曼（Josephine Wright Chapman，1867年—1943年）是「美國建築史上第一位獨立開業並主導其事務所業務」的女性建築師。
她從在波士頓知名的布萊克沃、克拉普、惠特莫爾建築師事務所 (Blackall, Clapp and Whittemore) 擔任學徒做起，然後於 1897 年獨立開業，事務所的第一個地點是波士頓女性藝術團體的據點格倫德曼工作室 (Grundmann Studios)。美國全境的女性執業建築師總數在二十世紀上半葉尚不滿百，而她是紐約建築師協會 (New York Society of Architects) 的成員，也是當時美國僅有的 70 名女性建築師之一。但是美國建築師學會和波士頓建築社（Boston Architectural Club，今天的波士頓建築學院前身）都以性別為由拒絕了她的入會申請。
儘管經歷過這些不順遂，她的作品類型仍然不斷擴大，涵蓋「教堂、俱樂部、圖書館及公寓，以及麻薩諸塞州林恩 (Lynn) 和伍斯特市 (Worcester) 的婦女會。」數年後，查普曼將事務所遷至紐約市，她的事業在此地起飛，當年的《婦女家庭雜誌》(The Ladies' Home Journal) 曾這麼描寫她受歡迎的程度：「紐約市郊隨處可見她 [查普曼] 的作品……」，足見她的成功。
查普曼設計的下列四座建築物現已列入美國《國家史蹟名錄》：波士頓的鋼結構建築溫斯羅普大樓 (Winthrop Building)、哈佛大學的克雷吉樓（Craigie Arms，後來更名為「查普曼樓」 (Chapman Arms)）、麻州伍斯特的塔克曼音樂廳 (Tuckerman Hall) 和華盛頓特區的希蘭岱爾園（Hillandale，1923 年為標準石油公司的女性繼承人建造。） 

## 事業生涯
波士頓建築師克蘭倫斯·布萊克沃 (Clarence Blackall) 在 1892 年同意收查普曼為學徒，讓她得以接受建築教育。布萊克沃教她如何設計公共建築、以及如何試驗新材料。該事務所在 1893 年設計了波士頓的第一座鋼結構建築溫斯羅普大樓。
查普曼在 1897 年成立自己的事務所，地點選在波士頓女性藝術團體的據點格倫德曼工作室。「新英格蘭展館 (New England Building) 的設計委託讓她聲名鵲起。當競圖公告在報紙上登出後，她立即展開了設計工作。」這件作品為她日後的成功鋪路。查普曼接到哈佛大學委託設計宿舍「克雷吉樓」。在進行這件設計的同時，她還設計了位於麻薩諸塞州萊姆斯特 (Leominster) 的美國聖公會聖馬可教堂 (St. Mark's Episcopal)。查普曼的事務所在 20 世紀初共聘用了六名繪圖員，其中有一名是女性。
1901 年後，她申請加入美國建築師學會和波士頓建築社，但是這兩個團體都拒絕了她的入會申請。她將事務所遷至紐約市後，在 1907 年成功申請加入紐約建築師協會。她在紐約市的事務所位於華盛頓廣場公園，專營住宅設計。 

## 圖片集
（受版權限制，此處所選的圖片不甚完盡。）

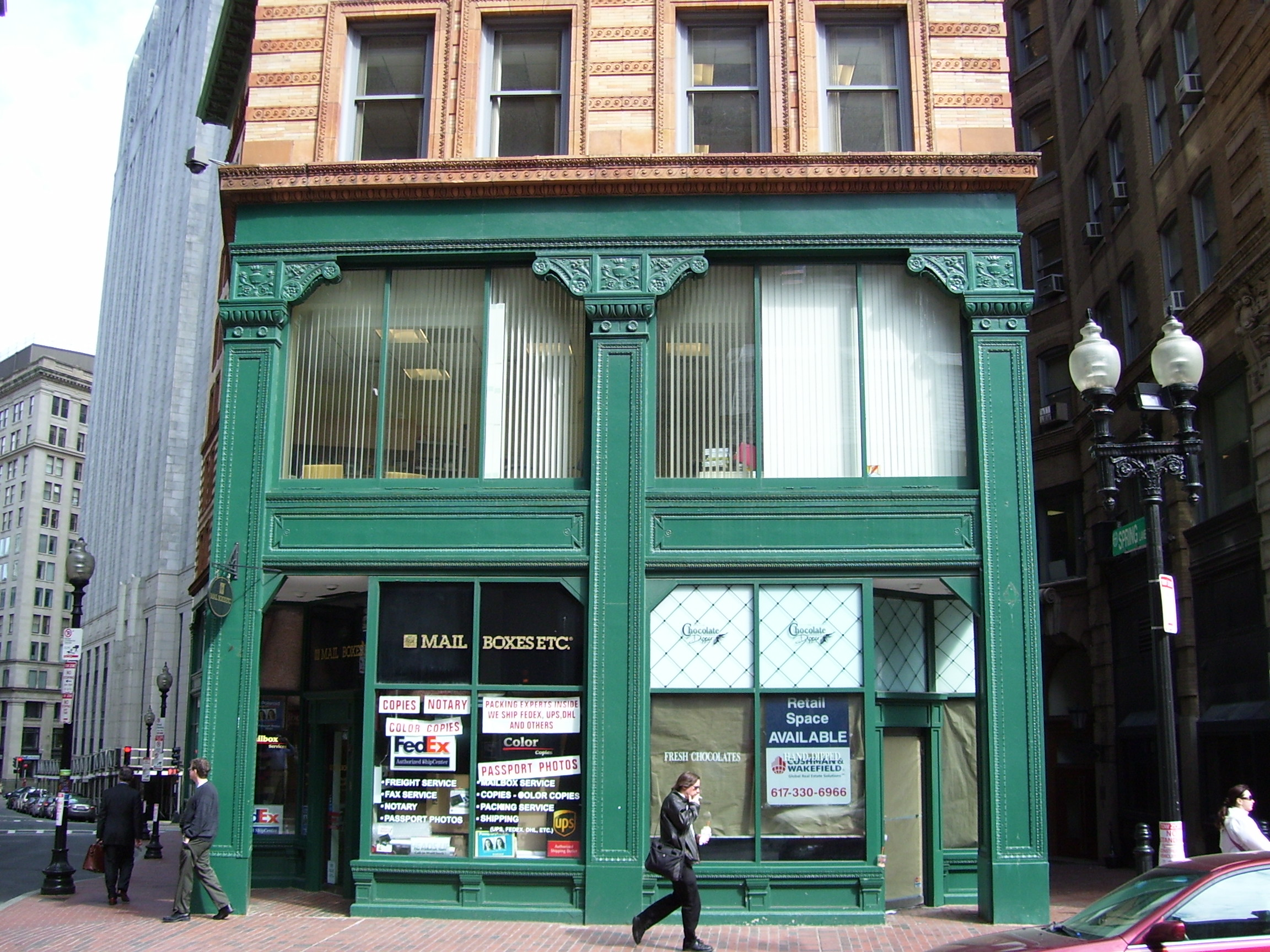
查普曼在 1893 年任職布萊克沃、克拉普、惠特莫爾建築師事務所期間協助設計了波士頓的第一座鋼結構建築溫斯羅普大樓。這座大樓現在被列入《國家史蹟名錄》。
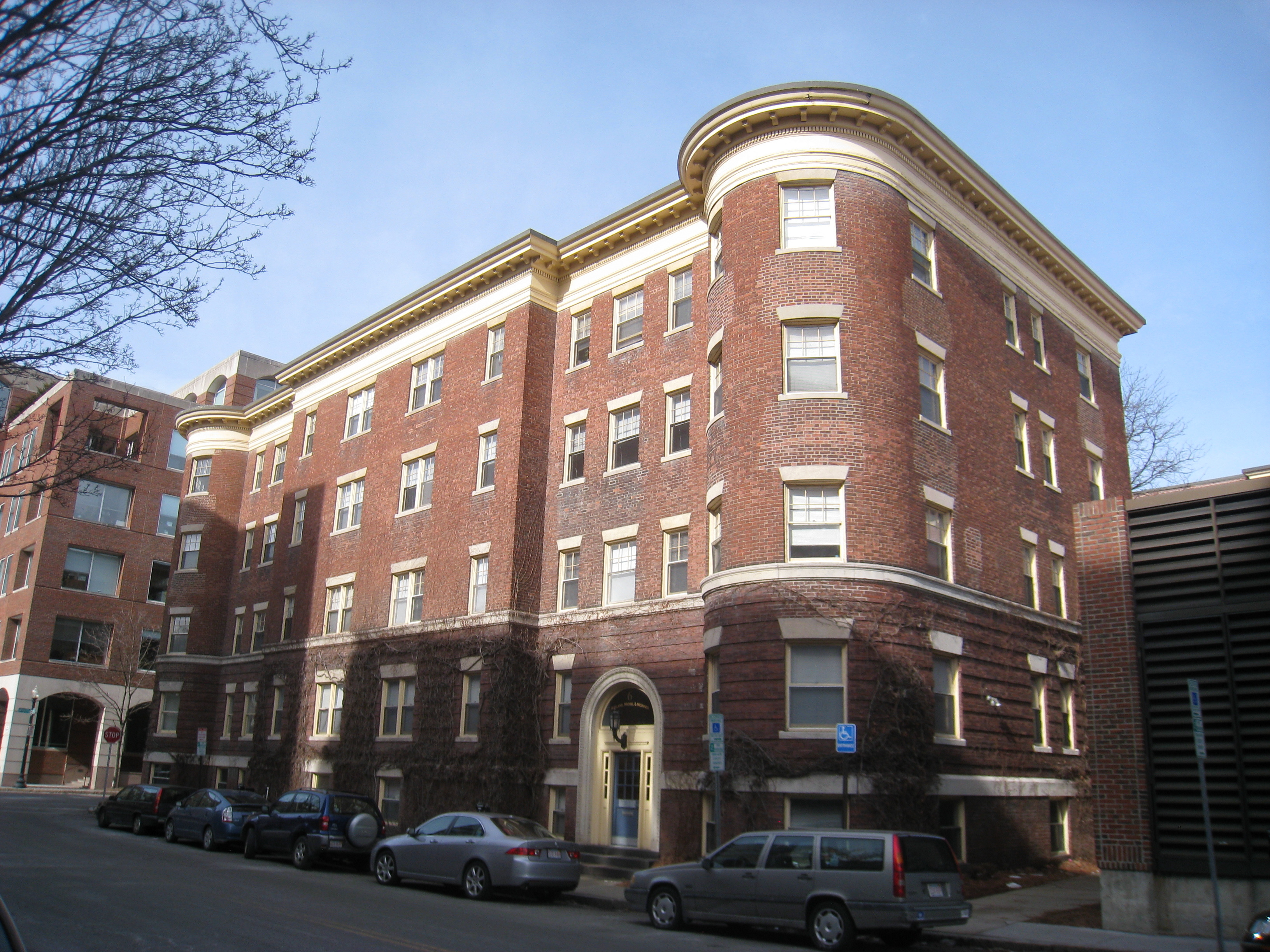
哈佛大學的查普曼樓（原名克雷吉樓，後因建築師而更名）。這座建築建於 1897 年，位於麻薩諸塞州劍橋市，現在已經列入美國《國家史蹟名錄》。
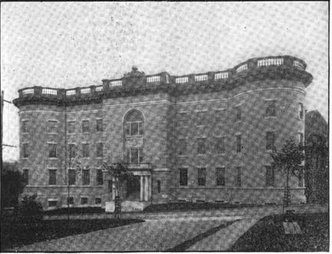
伍斯特婦女會 / 塔克曼音樂廳，位於麻薩諸塞州伍斯特 (1902)，現在已經列入美國《國家史蹟名錄》。
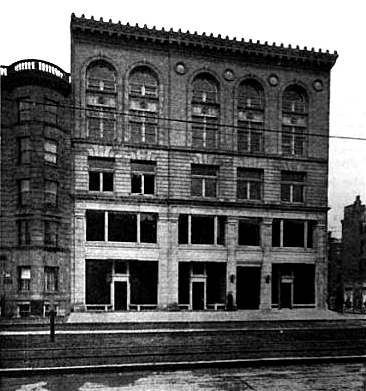
新世紀大廈，位於波士頓杭廷頓大道（約建於 1903 年）。
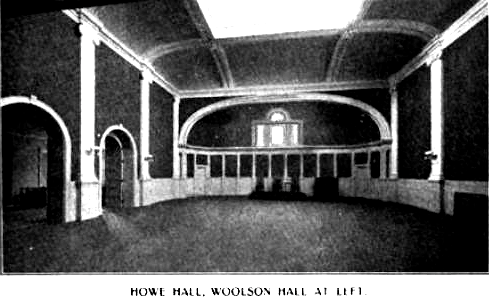
位於波士頓的新世紀大廈室內。
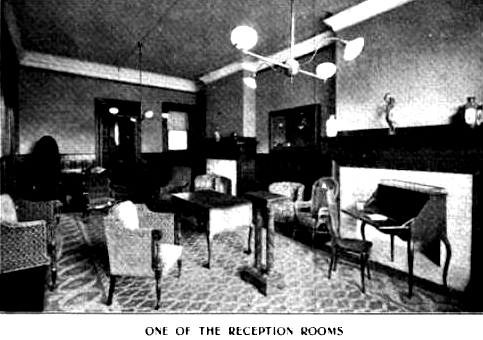
位於波士頓的新世紀大廈室內。

## 設計作品
- 克雷吉樓 (Craigie Arms)，位於麻薩諸塞州劍橋市哈佛大學 (1897) [9]
- 美國聖公會諸聖教堂 (All Saints Episcopal church)，位於麻薩諸塞州阿特爾伯勒 (Attleboro)（約 1900 年）[10]
- 美國聖公會教堂，麻薩諸塞州萊姆斯特（約 1900 年）[11]
- 泛美博覽會新英格蘭展館，位於紐約州水牛城 (1901)[12]
- 伍斯特婦女會 / 塔克曼音樂廳，位於麻薩諸塞州伍斯特 (1902) [13]
- 新世紀大廈 (New Century Building)，位於波士頓杭廷頓大道 (Huntington Ave)（約建於 1903 年）[14] [15]
- 希蘭岱爾園，位於華盛頓特區喬治城 (1922) [16]
- 道格拉斯頓莊園住宅群，位於紐約市皇后區（約 1916 年）[17] [18]

## 個人生活
查普曼被形容為一個「謙虛、坦率、質樸」的人，懷有「才幹、活力和堅定的自信」（《婦女家庭雜誌》，1914 年 10 月號）。她在麻薩諸塞州菲奇堡 (Fitchburg) 長大。母親瑪麗·E·萊特 (Mary E. Wright) 和父親菲奇堡機械公司 (Fitchburg Machine Works) 董事長詹姆斯·列維·查普曼 (James Levi Chapman) 共育有四個女兒。 